# Les Misérables: Highlights from the Motion Picture Soundtrack
Les Misérables: Highlights from the Motion Picture Soundtrack é a banda sonora do filme Os Miseráveis, com a participação de Hugh Jackman, Russell Crowe, Anne Hathaway, Amanda Seyfried, Eddie Redmayne, Samantha Barks, Aaron Tveit, Helena Bonham Carter, Sacha Baron Cohen, entre outros artistas. O seu lançamento ocorreu a 21 de Dezembro de 2012, com a música escrita por Claude-Michel Schönberg e letra de Herbert Kretzmer, baseado no texto francês por Alain Boublil e Jean-Marc Natel.  O disco, na sua terceira semana de permanência, atingiu a primeira posição da Billboard 200 dos Estados Unidos com 92 mil cópias vendidas.

## Desempenho nas tabelas musicais

### Posições
| Tabela musical (2012-2013)             | Melhor posição |
| -------------------------------------- | -------------- |
| Alemanha - Media Control Charts        | 18             |
| Austrália - ARIA Albums Chart          | 2              |
| Áustria - Ö3 Austria Top 40            | 3              |
| Bélgica - Ultratop 50 (Flandres)       | 21             |
| Bélgica - Ultratop 50 (Valónia)        | 51             |
| Canadá - Canadian Albums               | 3              |
| Coreia do Sul - Gaon Album Chart       | 1              |
| Dinamarca - Tracklisten                | 16             |
| Escócia - Scottish Albums Chart        | 1              |
| Estados Unidos - Billboard 200         | 1              |
| Estados Unidos - Billboard Soundtracks | 1              |
| Finlândia - Suomen virallinen lista    | 18             |
| França - SNEP                          | 81             |
| Grécia - Greek Albums Chart            | 11             |
| Hungria - Album Top 40                 | 11             |
| Irlanda - IRMA                         | 1              |
| Itália - FIMI                          | 7              |
| Japão - Oricon                         | 11             |
| Noruega - VG-lista                     | 7              |
| Nova Zelândia - NZ Top 40 Albums       | 1              |
| Países Baixos - Mega Album Top 100     | 14             |
| Polónia - ZPAV                         | 3              |
| Reino Unido - UK Albums Chart          | 1              |
| Chéquia - IFPI Česká Republika         | 4              |
| Suécia - Sverigetopplistan             | 3              |
| Suíça - Schweizer Hitparade            | 35             |

### Certificações
| País          | Provedor | Certificação |
| ------------- | -------- | ------------ |
| Austrália     | ARIA     | Ouro         |
| Japão         | RIAJ     | Ouro         |
| Nova Zelândia | RMNZ     | Prata        |